# Корген
Корген (норв. Korgen) — бывшая коммуна в фюльке Нурланн, Норвегия.
Корген был отделён от Хемнеса 1 июля 1918 года и снова присоединён к Хемнесу 1 января 1964 года.
Деревня Корген сейчас является административным центром коммуны Хемнес. Это крупнейшая деревня в Хемнесе в которой проживают 1555 жителей. Корген соединён дорогами с городами Му-и-Рана, Мушёэн и деревней Блейквасслиа.

## География
Корген расположен внутри материка и окружён горами. На юго-западе в направлении Мушёэна расположен Коргфьеллет, на востоке — Клуббен, а на севере, в направлении Му-и-Раны — Кангес.

## Коргфьеллет
Много норвежцев слышали о Коргене из-за плохого состояния дорог и большого числа дорожных происшествий во время зимы. После открытия тоннеля Korgfjelltunnel в 2005 году дорожное движение было налажено.